# Witch
Witch is een Amerikaanse stonermetalband met leden uit Vermont en Massachusetts.

## Bezetting
Huidige bezetting
- Kyle Thomas (zang, gitaar)
- Graham Clise (gitaar)
- J Mascis (drums)

Voormalige leden
- Asa Irons
- Kurt Weisman
- Antoine Guerlain
- Dave Sweetapple (basgitaar, overleden in 2024)

## Geschiedenis
Witch werd in 2005 opgericht door Dinosaur Jr.-gitarist J Mascis en zijn oude vriend Dave Sweetapple. Mascis speelt echter geen gitaar voor de band, hij bespeelt zijn eerste instrument de drums. Om de bezetting van de band compleet te maken, rekruteerden Mascis en Sweetapple de gitarist en zanger Kyle Thomas van King Tuff en avant-folkgroep Feathers. Hun gelijknamige debuutalbum verscheen op 7 maart 2006. Ze droegen ook een alternatieve versie van het nummer Rip Van Winkle bij aan The Invaders-compilatie, die later dat jaar door Kemado Records werd uitgebracht. Hun laatste album Paralyzed verscheen op 18 maart 2008.

## Stijl
Het kenmerkende geluid van Witch (vooral in hun vroege werk) toont duidelijke Black Sabbath-invloed. Black Flag-invloed stond ook bekend om hun tweede poging Paralyzed.

## Discografie

### Albums
- 2006: Witch (Tee Pee Records)
- 2008: Paralyzed (Tee Pee Records)

### Singles
- 2006: Soul of Fire/Rip Van Winkle (Demo) (7", Tee Pee Records)
- 2008: Witch/Earthless split (7", Volcom Entertainment)

### DVD
- 2007: Local Band Nitemare (Blueberry Honey/Tee Pee Records) (heruitgave)